# Eberhard Manowarda
Eberhard Manowarda-Jana (ur. 23 listopada 1847 w Brodach, zm. 1 maja 1915 w Wiedniu) – tytularny generał major cesarskiej i królewskiej Armii.

## Życiorys
Urodził się 23 listopada 1847 w Brodach. Po ukończeniu gimnazjum w 1866 wstąpił do Armii Cesarstwa Austriackiego. W szeregach 30 pułku piechoty brał udział w wojnie prusko-austriackiej. W 1872 awansowany do stopnia porucznika cesarskiej i królewskiej armii. Od 1874 służył w Krajowej Komendzie Żandarmerii Nr 5 dla Galicji we Lwowie. W 1876–1877 był instruktorem oddziału przygotowawczego. Był komendantem Oddziału Żandarmerii Nr 5 w Zaleszczykach, później Oddziału Żandarmerii Nr 13 w Wadowicach. W maju 1888 awansowany na stopień rotmistrza II klasy. Od 1886 do 1896 służył w Krajowej Komendzie Żandarmerii Nr 1 dla Dolnej Austrii w Wiedniu. Następnie ponownie przeniesiony do Galicji. W 1897 został zastępcą komendanta Krajowej Komendy Żandarmerii Nr 5 dla Galicji we Lwowie i pełniąc tę funkcję koniec października 1897 został awansowany do stopnia majora żandarmerii. Od 1898 sprawował stanowisko komendanta krajowego żandarmerii nr 5 dla Galicji we Lwowie. Na pułkownika został awansowany ze starszeństwem z 1 maja 1900 roku.
Z dniem 1 września 1909 roku, na własną prośbę, został przeniesiony w stan spoczynku, w stopniu tytularnego generała majora oraz został „uwolniony od taksy i otrzymał najwyższe uznanie”. Zmarł 1 maja 1915 w Wiedniu.

## Ordery i odznaczenia
- Kawaler Orderu Franciszka Józefa (Austro-Węgry, 1895)[17]
- Kawaler Orderu Korony Żelaznej (Austro-Węgry, 1903)[18]